# 宮寶田
宮寶田（1870年—1943年），字少滦，山東省登州府宁海州青山村（今中華人民共和國山東省乳山市崖子鎮青山村），清朝武術家，為八卦掌武師尹福之徒，為尹派八卦掌的主要傳人之一，後形成宮派八卦掌一門。

## 生平
宮寶田自幼家貧，曾進私塾唸過四年書。身形瘦小，貌不驚人，有「宮猴子」的綽號。因家境因素，由山東至北京投靠其兄宮寶山，在元亨利碓房米店當學徒。米店負責供應皇室與王爺府米糧，可以出入宮廷，其兄宮寶山原為皇宮侍衛尹福的門下，尹福見他資質不錯，收為門徒，要宮寶田辭了米店工作，跟著他練拳，也曾獲得其師祖董海川的指導。
1897年（光緒23年），經其師尹福帶領，宮寶田成為宮廷帶刀護衛。1900年庚子事變中，宮寶田保護慈禧與光緒皇帝逃出北京，前往西安，因功賜穿黃馬掛。1905年，辭官回到山東青山村，以授徒為生。他的兄長宮寶山當時早已回到家鄉，開設把式場授徒，並要自己徒弟多向宮寶田請教，稱宮寶田為二師父。在宮寶山因病過世後，宮寶田接下了他的把式場，繼續傳授拳術。1922年，奉軍張作霖邀請宮寶田擔任奉軍武術教練，讓宮寶田教導自己的兒子張學良及家中成員武功。
宮寶田為人沉默寡言，但是教學認真，武名遠播。1928年，國民黨北伐，奉軍退出北京，張作霖在皇姑屯被日軍設計炸死。在張學良接掌奉軍之後，宮寶田辭職回到山東。
宮寶田回到山東之後，在乳山、威海、海陽、牟平、煙台一帶，組織十幾個民間拳社，致力於傳授八卦掌，指點後進，從此不再出遠門。1931年，張驤伍駐山東黃縣時，青山縣民擔心他的部隊會侵擾鄉間，因宮寶田在奉軍中的地位甚高，請宮寶田出面與張驤伍協調。劉雲樵在1933年於黃縣首次拜謁宮寶田，後隨宮寶田習藝於煙台，為時兩年。
1943年，宮寶田在青山村辭世，終年72歲。

## 家庭
生有三子一女，其子宮冠一、宮露齋、宮霜。

## 弟子
宮寶田傳承尹派八卦掌，以羅漢拳為主要入門，不重招式，樸實無華。宮寶田的弟子甚多，其中著名的弟子有王壯飛、王明渠、宮寶齋等人。

## 逸事
丁連山《歸藏瑣記》記載，清末革命黨人張榕，刺殺五大臣失利後被捕，宮寶田助其越獄脫逃。1912年，張作霖以東三省獨立為由，誘張榕赴宴，在席間暗殺了張榕，引起奉天一帶的江湖人士不滿。張作霖釋放獄中的日本浪人薄無鬼，任他四處挑戰，希望誘捕革命黨人。其師兄丁連山與宮寶田商議後，由丁連山出面挑戰薄無鬼，將他擊斃，隨後逃亡到中國南方。1935年，宮寶田以八卦掌掌門名義，率北方武術界人士南下，方才在廣東佛山與丁連山相會。這個故事經由台灣作家張大春，編入王家衛電影《一代宗師》中。

## 流行文化
王家衛電影《一代宗師》中的宮寶森，以宮寶田為原型，由演員王庆祥飾演。

## 外部連結
- 武備誌/宮寳田 （页面存档备份，存于）